# Gabriel García Moreno
Pour les articles homonymes, voir Gabriel García (homonymie), García et Moreno.
Gabriel García Moreno y Morán de Butrón (Guayaquil, 24 décembre 1821 - Quito, 6 août 1875), est un aristocrate, homme d'État, et dictateur équatorien.
Conservateur, il prit les pleins pouvoirs en 1859 et renversa le dernier gouvernement républicain au profit d'un régime autoritaire. Dirigeant l'Équateur de 1859 jusqu'à sa mort avec un pouvoir quasi absolu, il réprime les révoltes et réunifie le pays durant la guerre civile qui oppose ses partisans face aux républicains. Fervent catholique, il consacra son pays au Sacré-Cœur en 1873 et fut assassiné par des membres de la franc-maçonnerie en 1875.
Il exerça une influence politique autoritaire en Équateur de 1858 à 1875. En tant que sénateur de la province de Pichincha en 1857, il se démarqua en demandant l'abolition du tribut imposé aux Indiens. Il a pris le pouvoir à la suite de la crise de 1859, à la guerre déclarée par le Pérou et au blocus de Guayaquil.
Il a défendu la souveraineté de son pays contre les invasions et les tentatives de division du territoire équatorien par les gouvernements péruviens et colombiens de l'époque. Il s'est battu contre la résistance républicaine dirigée par le général José María Urbina. Pendant son règne dictatorial des projets culturels, scientifiques et éducatifs ont tout de même vu le jour, tels que la fondation de l'Académie équatorienne des langues, l'École polytechnique nationale et l'Observatoire astronomique de Quito.
Il instaure un régime totalitaire donnant une image sombre et sanguinaire de L'équateur. Autoritaire, paranoïaque et persuadé que ses plus fidèles conseillers lui veulent du mal, il fait assassiner quiconque éveille ses soupçons, notamment de nombreuses personnes jusqu'à ses plus fidèles soldats. Il met fin à la guerre contre les républicains en 1860, avec la réunification du pays. 
Assassiné, il mourut en prononçant ces mots : « Dios no muere! » (Dieu ne meurt pas !). Son régime dit totalitaire prend fin peu de temps après sa mort.

## Jeunesse

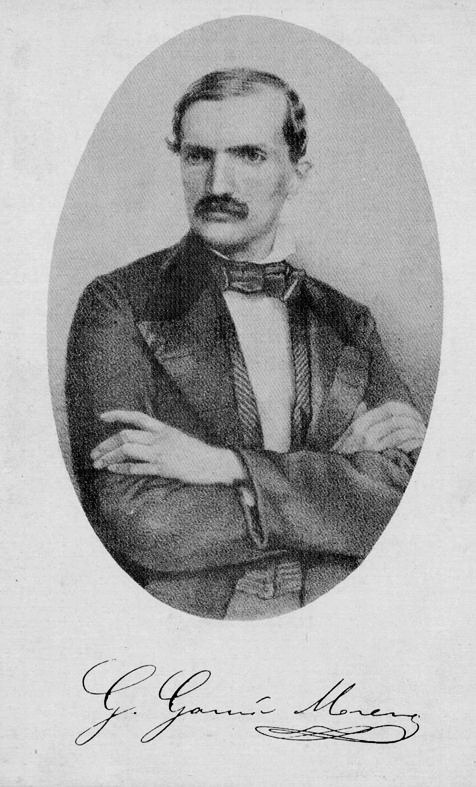
García Moreno, jeune.

Gabriel Garcia Moreno naît à Guayaquil le 24 décembre 1821, six mois avant la chute du gouvernement espagnol et la proclamation de la république dans cette lointaine colonie des bords du Pacifique. Son père, Gabriel Garcia-Yangüas y Gomez de Tama, aristocrate espagnol de Nouvelle-Castille, reste fidèle au gouvernement espagnol et préfère au parjure les confiscations et la pauvreté. Sa mère, dont il prend le nom, suivant un usage espagnol, à la place du deuxième nom de son père, s'appelle dona Mercedes Moreno y Morán de Butrón; elle est la fille d'un aristocrate et magistrat de Guayaquil. Les deux époux ont huit enfants qu'ils élèvent dans le catholicisme et le patriotisme, lorsque l'Espagne eut reconnu, par traité, l'indépendance de l'Equateur. Gabriel est le huitième enfant de cette famille. Jeune, Moreno milite dans un mouvement révolutionnaire et participe à la révolution Marcista contre le régime du président Juan José Flores. Ensuite, il publie des pamphlets acides, dans « Le Fouet », journal qu’il a créé, qui fustigent la politique anticléricale du gouvernement, et prend une part active à la lutte qui aboutira en 1845 à la chute de Flores. Gabriel García Moreno devient alors chargé de faire rentrer les impôts en retard. Il a alors 24 ans.
Mais le libéral Vicente Ramón Roca, le successeur de Flores, profite rapidement de la situation pour s’enrichir aux dépens de ses compatriotes.
Moreno dénonce les scandales gouvernementaux. Mais lorsque Flores, à la tête d’une armée, monte une expédition pour tenter de reprendre le pouvoir, il préfère concentrer ses critiques sur les dangers qu’impliqueraient son retour.
Roca, impuissant, sollicite l’aide de Moreno, qui rétablit le calme rapidement en récupérant notamment la ville de Guayaquil aux mains de Flores. Mais ne cesse pas pour autant ses saillies contre les dirigeants qui font de l’Équateur « un véritable enfer où le désordre et la confusion paraissent aussi naturalisés que dans le bagne éternel ».

## Ascension
Déçu que ses idées ne soient pas entendues au plus haut, il décide de s’expatrier pour l’Europe, au moment même où l’administration Roca s’effondre. Il parcourt l’Allemagne, l’Angleterre et, surtout, la France : là, l’équatorien est marqué par la détermination d’Adolphe Thiers à combattre le socialisme, en s’appuyant sur une Église catholique forte.

À son retour, il rencontre les Jésuites expulsés de Colombie, et soutient leur implantation en Équateur. L'implantation des jésuites pousse le président colombien, José Hilario López(franc maçon) à déclarer la guerre à l'Équateur.

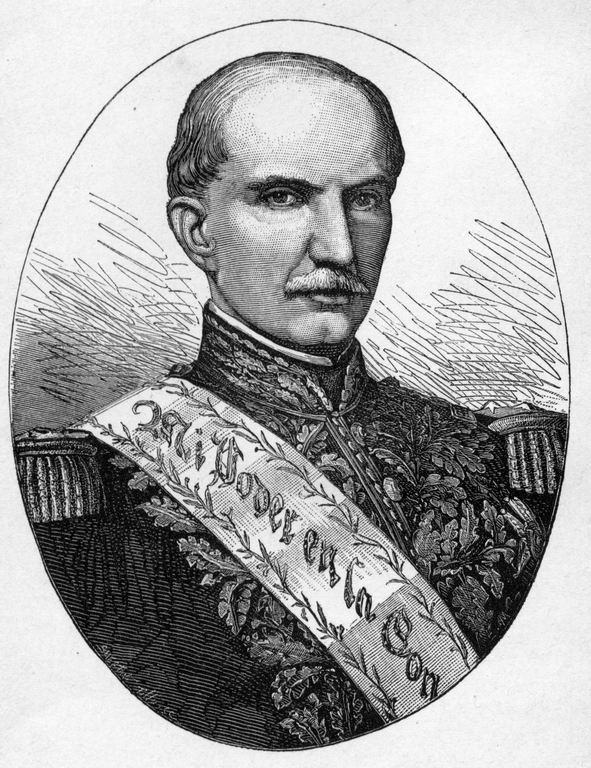
Garcia Moreno.

Cette lutte d’influences lui vaudra l’exil, lorsque le général Urbina arrive à la tête de l’État. Il parvient toutefois à être élu sénateur par la population de Guayaquil, son « fief », avant de retourner sur le vieux continent – où sa pratique religieuse s’intensifie – dans le but de se préparer à sa future mission nationale dont il est persuadé.
Ses partisans réclament un régime nationaliste, conservateur et catholique, en opposition avec le régime républicain. Moreno demande la fin de l'ère marcista et de ses idées libérales et radicales. Le président Francisco Robles García, successeur d'Urbina, mène une politique militariste, anticléricale et nationaliste. Il accorda un terrain aux créanciers britanniques pour annuler la dette et rompit les relations avec le Pérou, qui bloquèrent les côtes équatoriennes en 1858.

## Prise de pouvoir
À son retour en mai 1859, Quito est le théâtre d’un soulèvement populaire, les conservateurs réclament la démission du président.
Moreno prend la tête de l'opposition et prend rapidement le contrôle de Guayaquil. Le président Robles García s'enfuit et prend la route de l'exil. Le général Urbina s'oppose à l'arrivée au pouvoir de Moreno, prend les armes et s'installe à Quito avec ses partisans républicains. Moreno prend les pleins pouvoirs et proclame la « Nation équatorienne » qui remplace la République.
Après une période d'instabilité de deux ans marquée par la cohabitation de plusieurs gouvernements concurrents, Gabriel García Moreno, chrétien et conservateur, réunifia le pays en 1860, en chassant de Quito le général Urbina qui s'exila. C'est la fin de la guerre civile.

## Le«Règne»

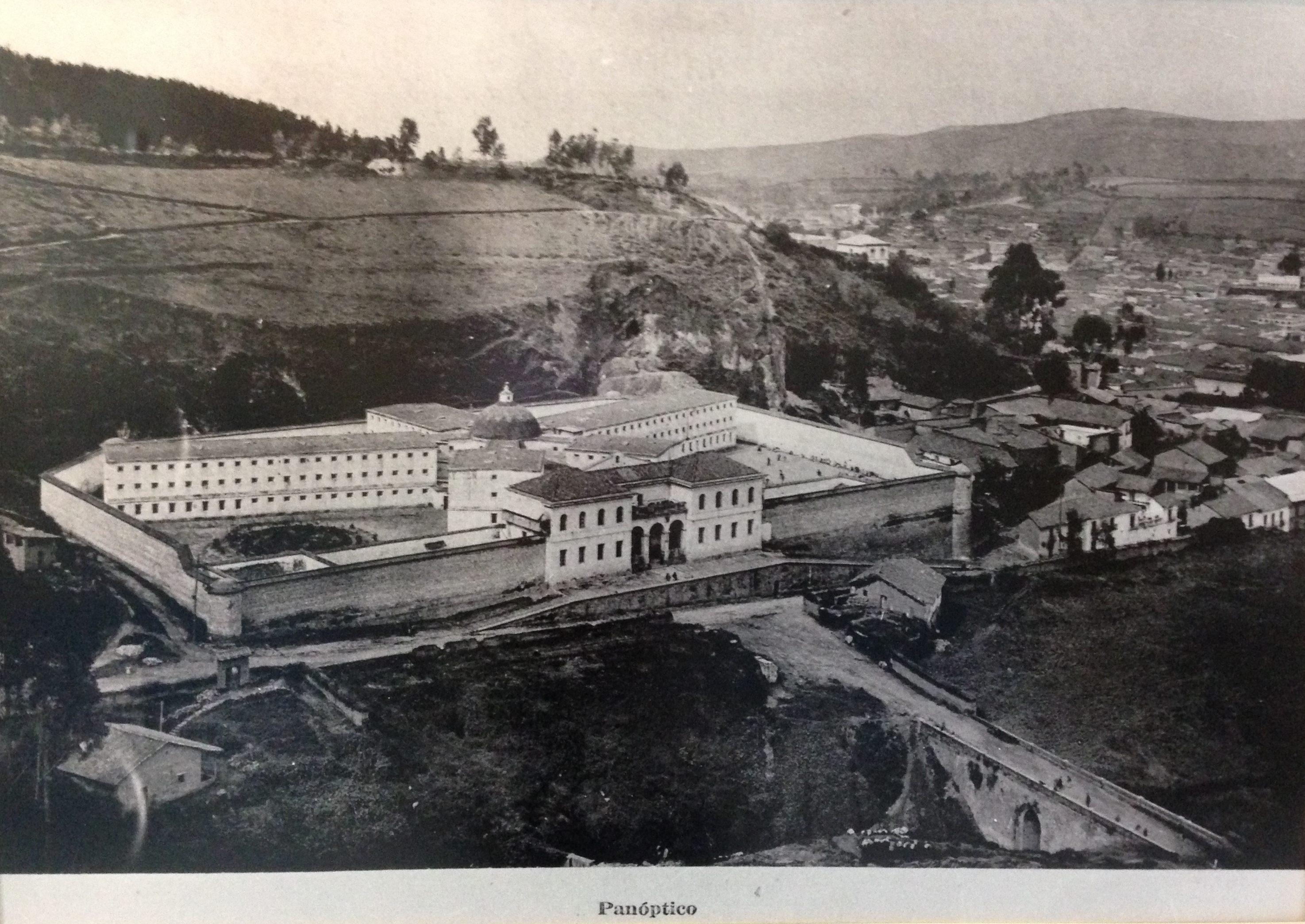
Prison panoptique de Quito inaugurée en 1875.

Au pouvoir, Moreno rétablit l’ordre. Soutenu par l’armée et la population, il met en place une nouvelle constitution.
La nouvelle constitution stipule que la religion catholique est la seule véritable religion, et que tout individu qui appartiendrait à une religion prohibée se verra refuser le droit de vote et l’accès à la fonction publique. S’agissant de l’ordre public, elle détermine des peines sévères en cas de rébellion. Elle accorde surtout à Moreno un réel droit de veto sur les projets de loi.

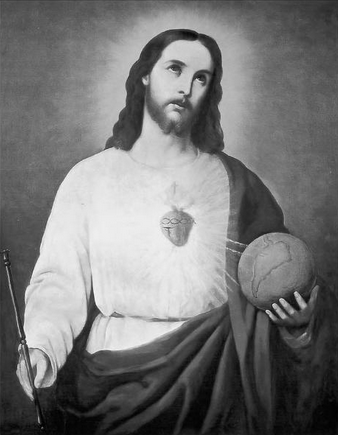
Portrait de Jésus, exposé au Sacré-Cœur de Quito.

Moreno met en œuvre la reconstruction nationale du pays. De la création des écoles polytechnique, militaire, des beaux-arts ou de musique à celle de collèges, écoles, observatoires, orphelinats et hôpitaux, les réalisations sont multiples. Les infrastructures s’améliorent.
En menant une politique économique stricte basée sur le développement de l’agriculture et de l’industrie, il en résulte, pour la première fois, l’équilibre des comptes et le remboursement d’une partie de la dette.
Surtout, Moreno s’appuie sur sa foi catholique qu’il affiche en public, donnant ainsi un exemple de piété qui finit par imprégner les institutions.
Il réforme progressivement le pays selon les préceptes de la royauté sociale du Christ-Roi. Moreno parvient à rétablir l'ordre public dans le pays et à améliorer la situation des finances publiques, permettant une période de relative prospérité au pays durant une quinzaine d'années. Il s'appuie pour cela sur l'Église catholique, avec laquelle il signe un concordat dans des termes favorables au clergé équatorien.
De nombreux Équatoriens voient en Garcia Moreno un exemple à suivre pour le rétablissement du Christ-Roi dans la Cité ; sa politique est citée en exemple par différents papes. À la suite de sa mort en 1875, le pays renoue avec une période d'instabilité politique jusqu'à l'arrivée au pouvoir d'Eloy Alfaro.

## Assassinat

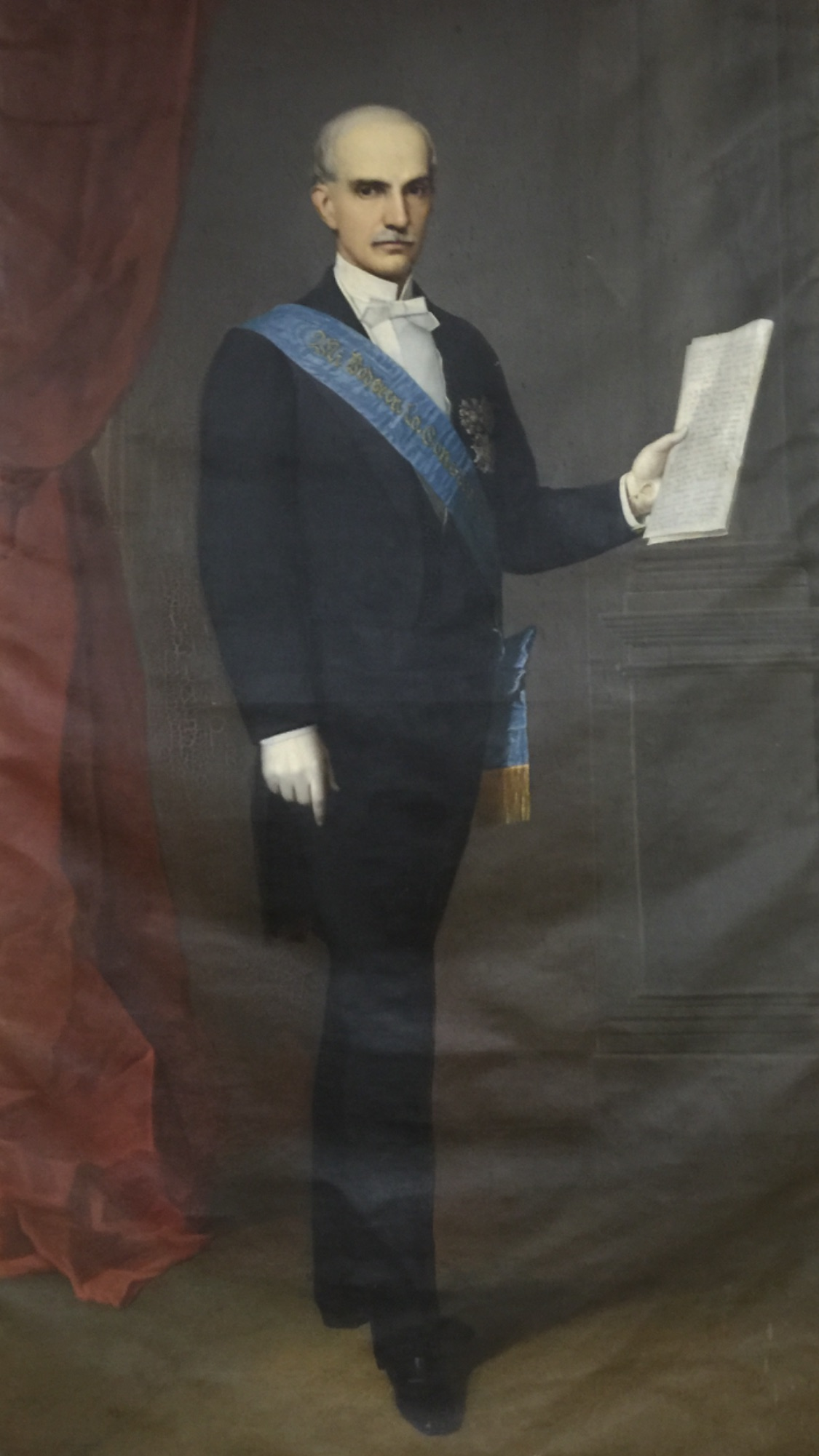
Portrait du général Gabriel Garcia Moreno.

Le 6 août 1875, au sortir de la messe (à laquelle il se rendait tous les jours), García Moreno est attaqué par quatre hommes armés de machettes et de pistolets ; il s'agit de Faustino Rayo, Robert Andrade, Abelardo Moncayo et Manuel Cornejo. Après une brève lutte, il succombe. Les assassins étaient pour la plupart issus de la bourgeoisie, de l'armée, et Moncayo était un ancien jésuite. Les motivations du crime restent floues, même si Manuel Cornejo se considérait comme un homme libre se sacrifiant contre un dictateur. Il est exécuté le 27 août. Le principal meurtrier, Rayo, est un maroquinier et ancien employé du gouvernement de García Moreno dans la province du Napo. Rayo aurait discuté du prix d'une selle avec García Moreno le matin même, et est exécuté sur le champ.
La franc-maçonnerie, interdite par la constitution du pays depuis 1869, a pu jouer un rôle dans l'assassinat de García Moreno.
Celui-ci écrivait en 1873 à propos d'elle : « On m’avertit d’Allemagne que les loges de ce pays ont ordonné à celles d’Amérique de remuer ciel et terre pour renverser le gouvernement de l’Équateur ; mais si Dieu nous protège et nous couvre de Sa
miséricorde, qu’avons-nous à craindre ? »

Un livre sur la question, Garcia Moreno y sus asesinos conforte l'hypothèse des partisans de Garcia Moreno d'un assassinat par la maçonnerie internationale avec un financement par l'Allemagne du Kulturkampf et un soutien politique du Pérou mais de nombreux points obscurs, notamment les exécutions rapides des meurtriers, des inégalités de traitement dans la poursuite des personnes impliquées, laissent la question non élucidée. En apprenant son assassinat, Juan Montalvo, polémiste équatorien auteur du pamphlet « La tyrannie perpétuelle » contre García Moreno, eut une phrase restée célèbre : « Mi pluma lo mató » («C'est ma plume qui l'a tué»).

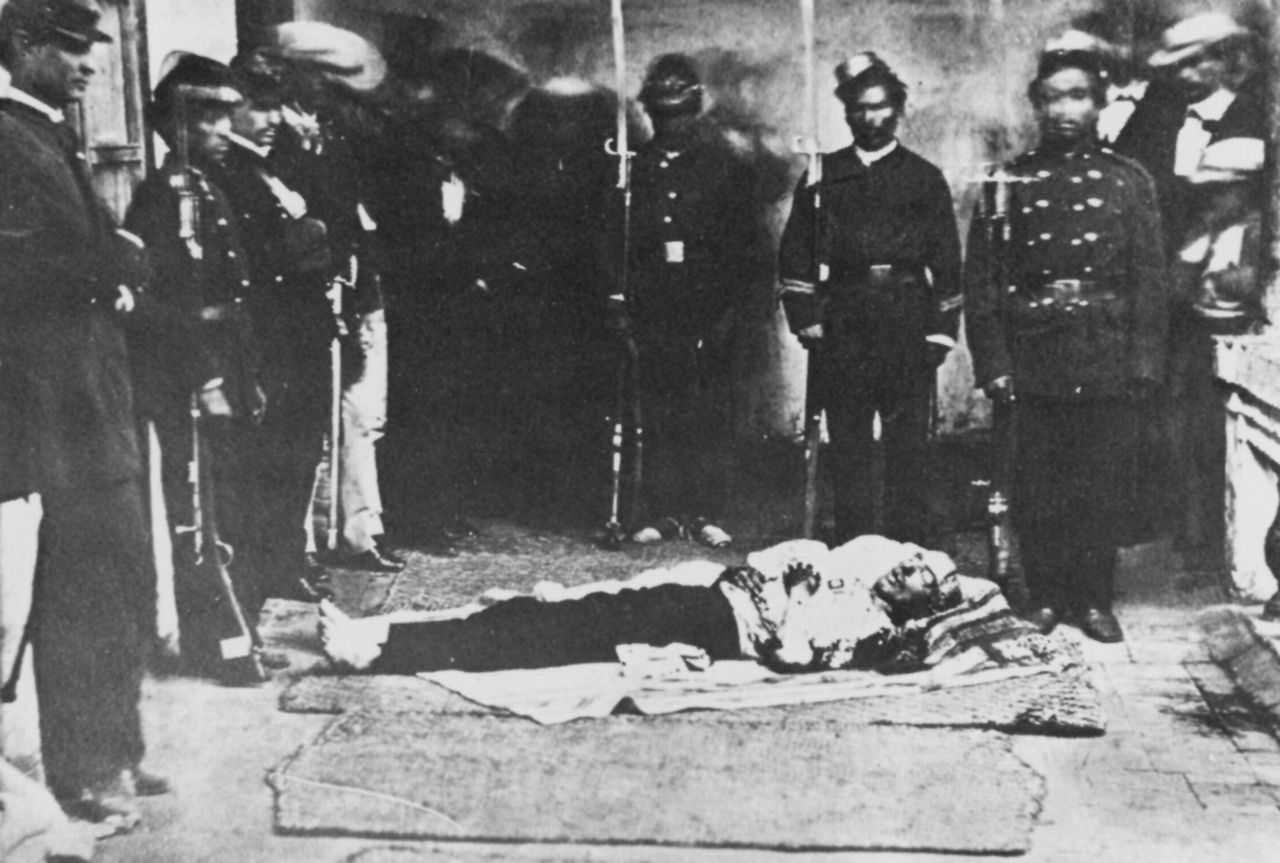
Exposition du corps de García Moreno.
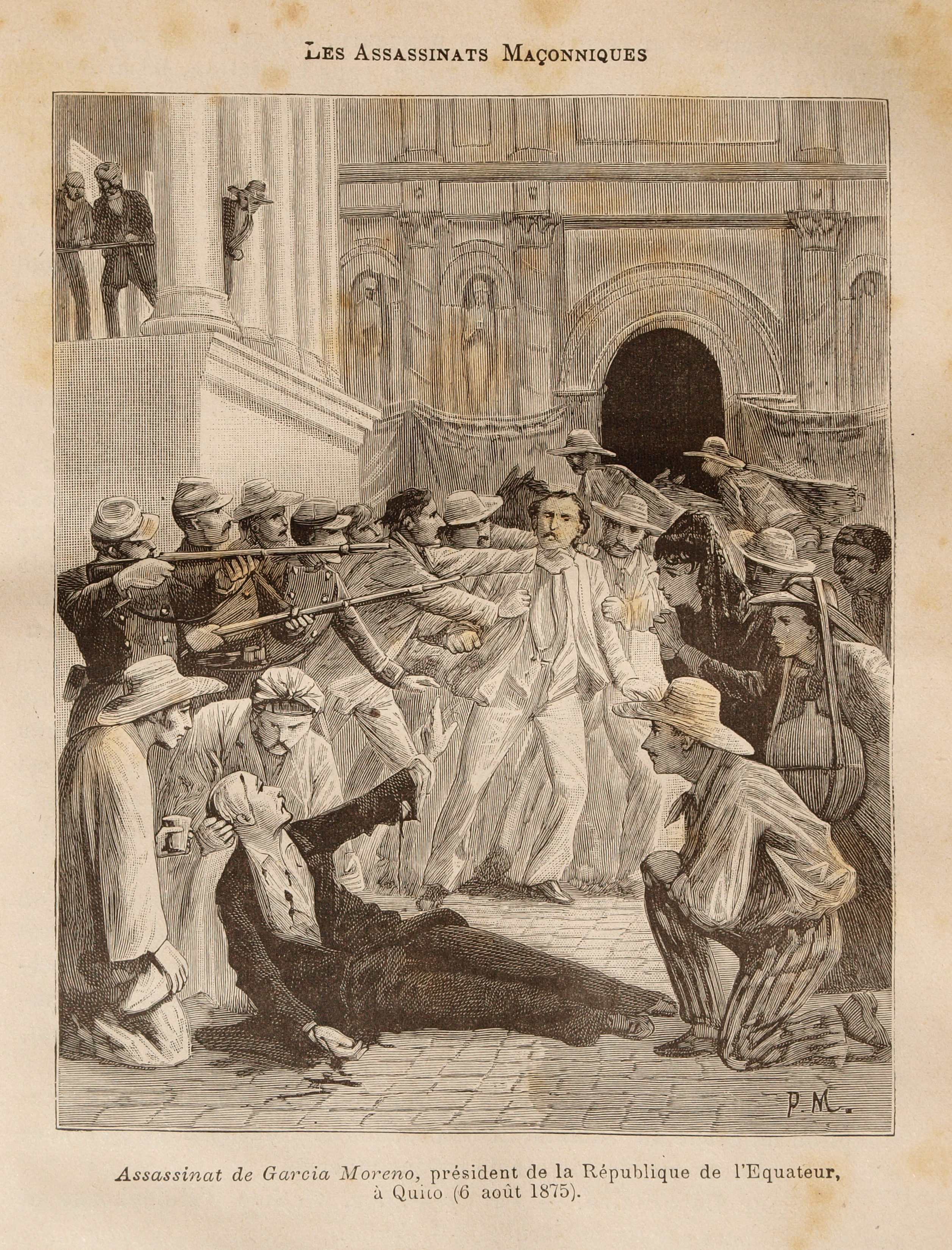
L'assassinat de Gabriel García Moreno vu par Pierre Méjanel.
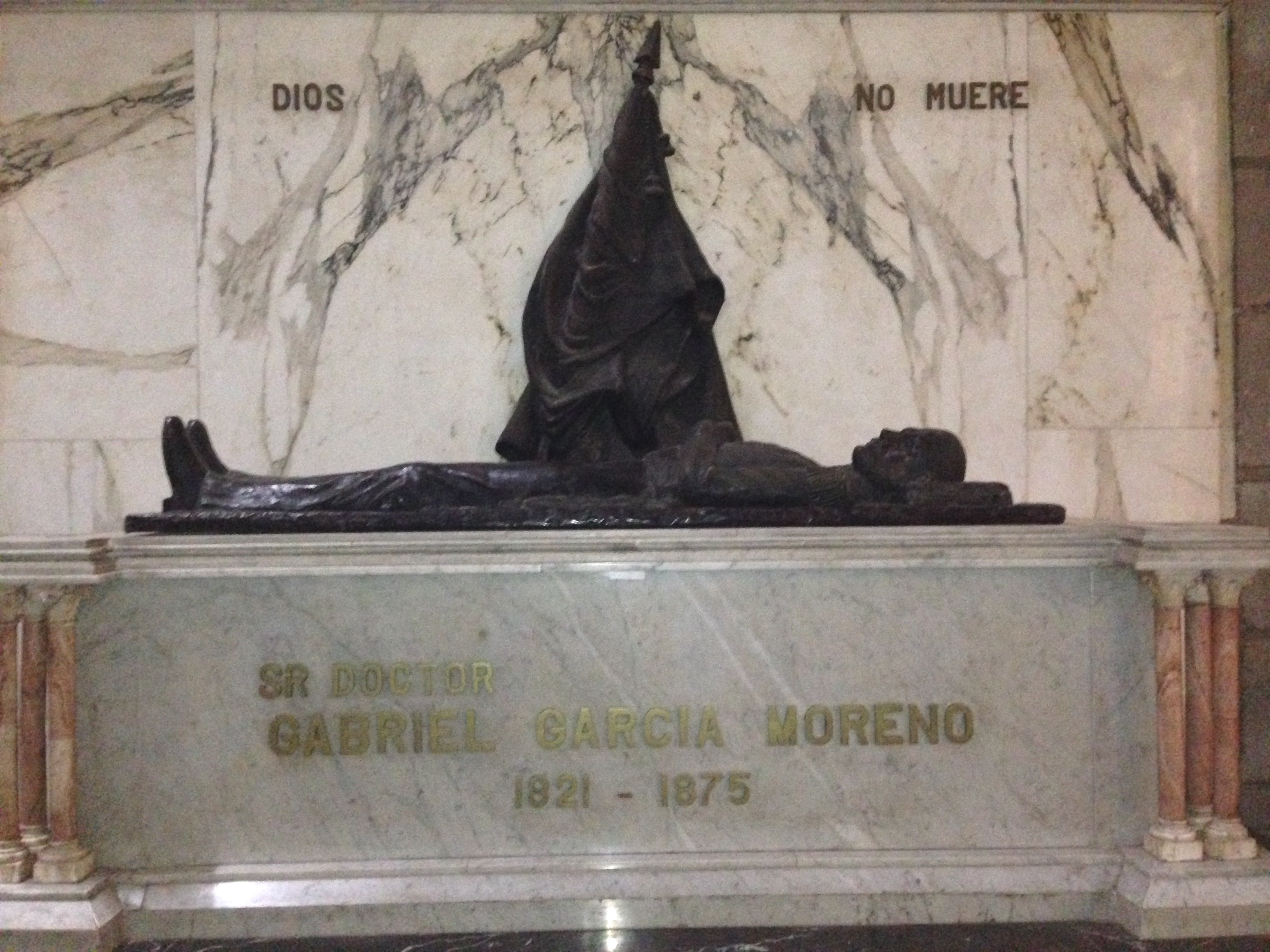
Cénotaphe de García Moreno.
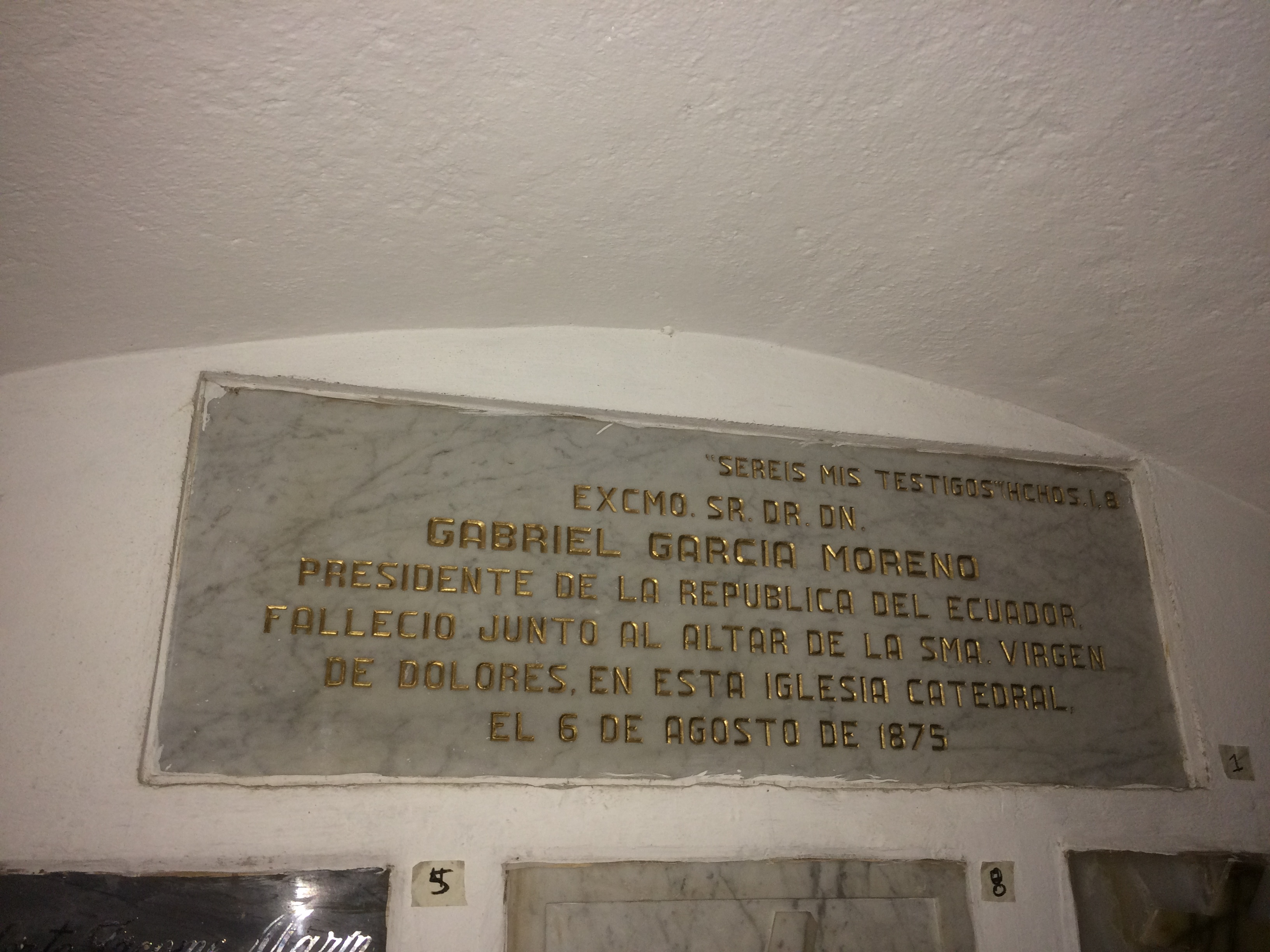
Tombe de García Moreno.

Il laissera son nom à la paroisse de García Moreno, qui comprend plusieurs communes actuellement gérées par le gouvernement autonome de Cotacachi.